# バンカ島

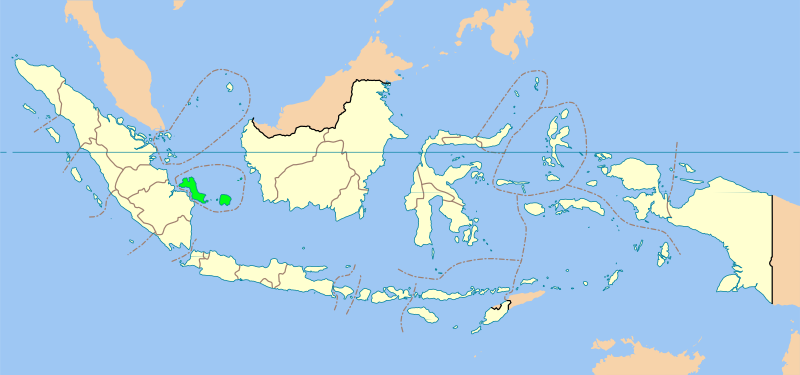
バンカ＝ブリトゥン州の位置。左の島がバンカ島。右はブリトゥン島

バンカ島（バンカとう、インドネシア語:Pulau Bangka）はインドネシア西部にある島。Bankaと綴ることもある。

## 地理
スマトラ島とカリマンタン島の間のカリマタ海峡南西部に位置する。西のスマトラ島とはバンカ海峡で隔てられ、東にはガスパル海峡を隔ててブリトゥン島がある。バンカ＝ブリトゥン州に属する。面積は11,910km2。人口は626,955人（1990年）。住民はマレー人が多数派で、1/4程は客家を主とする中国系住民が占める。中心都市のパンカルピナンは東海岸にあり、バンカ＝ブリトゥン州の州都でもある。

## 経済
バンカ島は錫の産地で、1710年に採掘が開始されて以来世界有数の生産量を誇っている。また、胡椒も栽培されている。

## 歴史
- 1710年、錫鉱石の採掘が始まる。
- 1812年、パレンバンのスルタンがバンカ島をイギリスに譲り渡す。
- 1814年、イギリス-オランダ間で結ばれた英蘭協約で、バンカ島の領有権がインドのコーチンと引換えにオランダに移る。
- 1949年、独立戦争の最中にオランダにより逮捕されたスカルノ、ハッタらが鉱山会社の施設に監禁されていた。
- 同年、独立と共に南スマトラ州の一部となる。
- 2000年、南スマトラ州が分割され、バンカ＝ブリトゥン州が成立。